# Делафос, Морис
Морис Делафос (фр. Maurice Delafosse; 20 декабря 1870, Сансерг — 13 ноября 1926, Париж) — французский этнограф и колониальный чиновник, изучавший языки Африки. В рецензии на его биографию, написанную его дочерью, Делафос был описан как «один из самых выдающихся французских колониальных администраторов и этнологов своего времени».

## Карьера

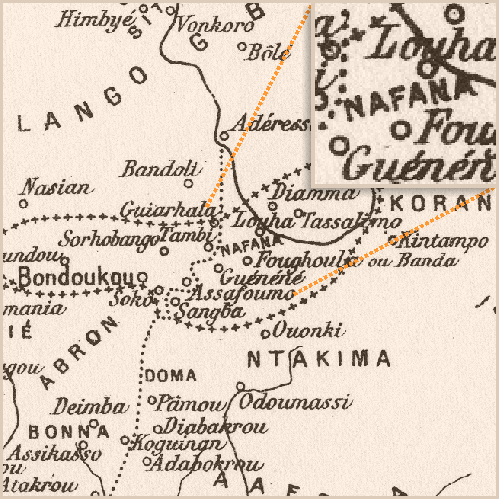
Фрагмент лингвистической карты Делафоса (1904), на которой отмечена Нафаанра ("Нафана") на границе Кот-д’Ивуара и Ганы.

Морис Делафос родился 20 декабря 1870 года в деревне Сансерг, в центральной Франции, в семье Рене Франсуа Селестена Делафоса и Элизы Мари Бидо. У него было пятеро братьев и сестёр.
Делафос получил известность благодаря своему вкладу в изучение истории Западной Африки и африканских языков. Он начал изучать арабский язык в 1890 году в Школе восточных языков вместе с известным востоковедом Октавом Уда. Делафос отправился в Алжир в 1891 году в составе Frères armés du Sahara, католической организации, занимавшейся борьбой с транссахарской торговлей рабами. Вскоре после этого он провёл один год во французской армии в качестве зуава второго класса, прежде чем вернуться к своим занятиям в Школе восточных языков. После получения диплома Делафос был назначен помощником по делам коренных народов в новой французской колонии Кот-д’Ивуар. Некоторое время будущий этнолог Шарль Монтейль служил его помощником в Кот-д'Ивуаре.
У Делафоса были разногласия с французским правительством по поводу управления Французской Африкой, что создавало ему дополнительные затруднения при его работе в колониях на протяжении большей части его жизни.

## Избранные публикации
- Hubert, Lucien; Delafosse, Maurice (1894), Tombouctou, son histoire, sa conquête (фр.), Paris: Guillaumin.
- Delafosse, Maurice (1894), Manuel dahoméen : grammaire, chrestomathie, dictionnaire français-dahoméen et dahoméen-français (фр.), Paris: E. Leroux.
- Delafosse, Maurice (1897), Essai sur le peuple et la langue sara (bassin du Tchad) (фр.), Paris: J. André. Also available from the Internet Archive here.
- Delafosse, Maurice (1899), Les Vaï: leur langue et leur système d'écriture (фр.), Paris: Masson. Also available from the Internet Archive here.
- Delafosse, Maurice (1901), Essai de manuel pratique de la langue mandé ou mandingue : étude grammaticale du dialecte dyoula, vocabulaire français-dyoula... étude comparée des principaux dialectes mandé (фр.), Paris: E. Leroux. Also available from the Internet Archive here.
- Delafosse, Maurice (1901), Manuel de langue haoussa ou Chrestomathie haoussa ; précédé d'un abrégé de grammaire et suivi d'un vocabulaire (фр.), Paris: J. Maisonneuve.
- Delafosse, Maurice (1904), Vocabulaires comparatifs de plus de 60 langues ou dialectes parlés à la Côte d'Ivoire et dans les régions limitrophes (фр.), Paris: E. Leroux. Also available from the Internet Archive here.
- Delafosse, Maurice (1908), Les frontières de la Côte d'Ivoire, de la Côte d'Or, et du Soudan, Paris: Masson. Also available from the Open Library.
- Delafosse, Maurice (1912), Haut-Sénégal-Niger: Le Pays, les Peuples, les Langues; l'Histoire; les Civilizations. 3 Vols (фр.), Paris: Émile Larose. Gallica: Volume 1, Le Pays, les Peuples, les Langues; Volume 2, L’Histoire; Volume 3, Les Civilisations.
- Houdas, Octave; Delafosse, Maurice, eds. (1913), Tarikh el-fettach par Mahmoūd Kāti et l'un de ses petit fils (2 Vols.), Paris: Ernest Leroux. Volume 1 is the Arabic text, Volume 2 is a translation into French. Reprinted by Maisonneuve in 1964 and 1981. The French text is also available from Aluka but requires a subscription.
- Delafosse, Maurice (1916), La question de Ghana et la Mission Bonnel de Mézières, Annuaire et Mémoires du Comité d'Etudes historiques et scientifique de l'AOF (фр.): 40–61
- Delafosse, Maurice (1922), Les noires de l'Afrique (фр.), Paris: Payot. Also available from the Internet Archive here.
- Delafosse, Maurice (1922), L'âme nègre (фр.), Paris: Payot.
- Delafosse, Maurice (1927), Les nègres (фр.), Paris: Rieder.
- Delafosse, Maurice (1928), La numération chez les Nègres, Africa: Journal of the International African Institute (фр.), 1 (3): 387–390, doi:10.2307/1155640, JSTOR 1155640.